# El Dátil, Huatabampo
El Dátil är en ort i Mexiko.   Den ligger i kommunen Huatabampo och delstaten Sonora, i den västra delen av landet, 1 400 km nordväst om huvudstaden Mexico City. El Dátil ligger 5 meter över havet och antalet invånare är 122.
Terrängen runt El Dátil är mycket platt. Runt El Dátil är det ganska tätbefolkat, med 67 invånare per kvadratkilometer. Närmaste större samhälle är Huatabampo, 9,3 km öster om El Dátil. Trakten runt El Dátil består till största delen av jordbruksmark.